# Age of Pirates 2: City of Abandoned Ships
Age of Pirates 2: City of Abandoned Ships (tiếng Nga: Корсары: Город потерянных кораблей, Corsairs: City of Abandoned Ships) là một game nhập vai lấy bối cảnh thời đại Khám phá được phát triển bởi hãng Akella, được phát hành vào ngày 26 tháng 5 năm 2009. Đây là phần tiếp theo của Sea Dogs (2000), Pirates of the Caribbean (2003), và Age of Pirates: Caribbean Tales (2006). giống như Caribbean Tales, nó không khoe khoang là một trong tên gọi của hai tựa game trước đây, vì lý do pháp lý.

## Cốt truyện
Trò chơi này là một game nhập vai, và cốt truyện theo hướng kết thúc mở. Vào lúc khởi đầu, người chơi có thể bắt đầu một mình, hoặc chọn một trong bốn lực lượng hải quân:
- Anh[2]
- Tây Ban Nha[2]
- Pháp[2]
- Hà Lan[2]

Sau đó bắt tay vào một số nhiệm vụ trong đó một số là bắt buộc. Chiến dịch của phe Anh lấy cảm hứng từ cuốn tiểu thuyết Thuyền trưởng Blood của nhà văn Rafael Sabatini, như tên nhân vật chính của chiến dịch, sự kiện mà anh ta tham gia giống với những mô tả trong cuốn tiểu thuyết của Sabatini.

## Lối chơi
Game giữ lại nhiều tính năng trong lối chơi từ các phần trước đó, chẳng hạn như khả năng giao dịch, giao đấu, chiến đấu và đổ bộ sang tàu khác, khám phá, và lái tàu trong thời gian thực. Các tính năng sau này là không bắt buộc; người chơi có thể lựa chọn đi thuyền xung quanh bằng cách sử dụng bản đồ. Tuy nhiên có một hệ thống chiến đấu mới, nhanh hơn, và một hệ thống thương mại phức tạp hơn nhiều.

### Lớp nhân vật
Người chơi có thể lựa chọn ba kiểu nhân vật khác nhau. Mỗi người có một cốt truyện và nghề nghiệp riêng biệt.
- Merchant
- Corsair
- Adventurer

### Vũ khí
Giống như các phần trước đây, có rất nhiều chủng loại thanh kiếm và súng ống trong trò chơi, với mỗi thuộc tính riêng của chúng.
- Light
- Medium
- Heavy

### Các thuộc tính chính
Người chơi phải phát triển bảy thuộc tính chính để đi tới thành công. Đây là "hệ thống nhập vai PIRATES mới", và chữ cái đầu của mỗi thuộc tính đi kèm với nhau để đánh vần thành PIRATES. 
- Power
- Insight
- Reaction
- Authority
- Talent
- Endurance
- Success

### Tàu thuyền
Giống như các phần trước đây, có rất nhiều loại tàu thuyền thực sự từ các giai đoạn tha hồ cho người chơi chọn lựa. Một người chơi có thể có nhiều hơn một con tàu, hoặc trong một số trường hợp, không có gì cả. Các loại tàu tốt hơn tất nhiên thì sẽ đắt tiền hơn. Một số loại tàu không thể mua được và phải đánh chiếm ở vùng biển. Một số tàu có sẵn chỉ sau khi người chơi hoàn thành nhiệm vụ nhất định.
- Battleship
- Warship
- Xebec
- Ship of the line
- Barque
- Barquentine
- Brig
- Brigantine
- Caravel
- Corvette
- Fluyt
- Frigate
- Lugger
- Galleon
- King's Man of War
- Man of War
- Pinnace
- Schooner
- Sloop
- Tartane